# Wyciąg (medycyna)
Wyciąg – stosowany w ortopedii sposób leczenia, znajdujący zastosowanie w nastawianiu złamań i zwichnięć, korygowaniu zniekształceń i wad postawy (np. skrzywienia kręgosłupa) lub odciążaniu urażonych stawów.
Nazwa używana jest także jako określenie sprzętu służącego do stosowania tej metody leczenia.
Istnieją dwa zasadnicze rodzaje wyciągów, posiadające wiele modyfikacji:
1. Wyciąg pośredni (za skórę), sporządzany poprzez przymocowanie do ogolonej i odtłuszczonej skóry pasów przylepca bądź gąbki, bawełnianej pończochy bądź tzw. kamaszków (wykonanych z płótna) i strzemion. Do stosowania wyciągów pośrednich używa się także specjalnych aparatów ortopedycznych.
2. Wyciąg bezpośredni (za kość) znajduje zastosowanie o wiele częściej, ponieważ do nastawiania złamań konieczne jest zazwyczaj zastosowanie sporej siły – czego skóra nie znosi. Dlatego stosuje się wyciąg mocowany przy pomocy klamer, gwoździ Steinmanna czy drutów Kirschnera bezpośrednio do kości. Stosowanie tych instrumentów wymaga zachowania zasad aseptyki, stąd zakładanie wyciągów bezpośrednich jest wykonywane w warunkach sali operacyjnej.

Oba rodzaje wyciągów stosuje się wobec chorego leżącego w łóżku, zazwyczaj przy pomocy specjalnej ramy wyciągowej mocowanej do łóżka. Obciążenie wyciągu stanowią specjalne ciężarki, worki z piaskiem itp. Długotrwałe unieruchomienie, jakie ma miejsce podczas stosowania wyciągu (z wyjątkiem stosowania wyżej wspomnianych aparatów ortopedycznych), jest dla chorego przykre i kłopotliwe, naraża również na dolegliwości takie jak odleżyny. Dlatego chorzy unieruchomieni na wyciągu wymagają szczególnego nadzoru i opieki.
Szczególnym rodzajem wyciągu jest tzw. wyciąg zrównoważony, przygotowany w ten sposób, że ruchy chorego w łóżku są wychwytywane i kompensowane przez mechanizm wyciągowy, co pozwala zachować jednakową siłę wyciągu i jednocześnie umożliwia choremu pewien zakres ruchów.